# Янчишин, Людвик
Людвик Янчишин (пол. Ludwik Janczyszyn; 11 мая 1923, посёлок Красне, Золочевский повят Тарнопольского воеводства, Польша, в настоящее время — посёлок Красное Золочевского района Львовской области, Украина — 27 июля 1994, Гдыня, Польша) — польский военный, адмирал, командующий Военно-морскими силами Польши в 1969 — 1986, член Военного совета национального спасения в 1981 — 1983.

## Образование
В 1944 году окончил Офицерскую школу пехоты при 1-й Армии Войска Польского. С 1946 по 1949 год обучался в Офицерской Школе Военно-морских сил в Гдыне. В 1952 году окончил курс артиллерии и навигации в Военно-морской ордена Ленина академии им. К. Е. Ворошилова в Ленинграде, а в 1957 году там же высшие академические курсы. В 1966 году получил диплом инженера-навигатора в Высшей Школе Военно-морских сил в Гдыне.

## Военная служба
Во время Второй мировой войны в 1943 году был призван в Красную Армию. С 1944 по 1946 год служил в Войске Польском. После производства в офицеры последовательно был командиром взвода и роты в 1-м пехотном полку 1-й пехотной дивизии. Прошел боевой путь от Варшавы до Колобжега, в ходе боёв был дважды ранен.
В 1949 году назначен помощником начальника политического отдела Офицерской Школы Военно-морских сил.
В 1950 году короткое был командиром тральщика «Орлик» (польск. ORP «Orlik»), после чего был назначен заместителем командира эсминца «Молния» (польск. ORP «Błyskawica»).
В 1952-1956 годах был последовательно флаг-офицером, начальником штаба и командиром Главной базы ВМС в Гдыне. Затем — заместитель начальника штаба ВМС ПНР, а с 1959 года — начальник штаба ВМС ПНР — заместитель командующего Военно-морскими силами.
В 1969-1986 годах — командующий Военно-морскими силами Польской Народной Республики.
Начав военную службу в пехоте, стал первым солдатом в истории Польши, получившим звание адмирала, и при этом самое продолжительное время командовавшим Военно-морскими силами страны.

## Политическая карьера
С 1946 года был членом Польской рабочей Партии, с 1948 года — Польской объединённой рабочей партии (ПОРП). Являлся кандидатом в члены ЦК ПОРП (1971-1986), а также членом Президиума Идеологической комиссии и членом Морской комиссии ЦК ПОРП.
Депутат Сейма ПНР VI, VII, VIII и IX созывов (1972-1989).
В 1974-1990 годах также входил в состав Совета Правления Союза борцов за свободу и демократию.
В период военного положения в Польше в 1981-1983 годах входил в состав Военного совета национального спасения. По распределению функций между членами совета, контролировал ситуацию в Гданьске. По оценке Мечислава Раковского, именно адмирал Янчишин, а не первый секретарь воеводского комитета ПОРП Станислав Бейгер, являлся при военном положении «главным управляющим» Гданьска.
В 1986 году назначен чрезвычайным и полномочным послом ПНР в Сирии и Иордании, в 1988 году был отозван.
7 ноября 1989 года официально завершил профессиональную военную службу.
Умер 27 июля 1994 года в Гдыне, где и похоронен.

## Звания
- 1960 —  контр-адмирал
- 1970 —  вице-адмирал
- 1978 —  адмирал

## Награды
- Командорский крест со звездой ордена «Возрождения Польши»
- Командорский крест ордена «Возрождения Польши»
- Рыцарский крест ордена «Возрождения Польши»
- Орден «Крест Грюнвальда» 3 степени
- Орден «Знамя Труда» 1 степени
- Орден «Знамя Труда» 2 степени
- Крест Храбрых
- Золотой Крест Заслуги
- Серебряная медаль Заслуженным на поле Славы
- Медаль 10-летие Народной Польши
- Медаль 30-летие Народной Польши
- Медаль 40-летие Народной Польши
- Медаль «За Одру, Нису и Балтику»
- Медаль Победы и Свободы
- Золотая медаль «Вооруженные силы на службе Родине»
- Серебряная медаль «Вооруженные силы на службе Родине»
- Бронзовая медаль «Вооруженные силы на службе Родине»
- Медаль «За участие в боях за Берлин»
- Золотая медаль «За заслуги при защите страны»
- Серебряная медаль «За заслуги при защите страны»
- Бронзовая медаль «За заслуги при защите страны»
- Медаль Комиссии народного образования
- Золотая медаль Лиги Защиты Страны
- Великий офицер ордена Короны (Бельгия)
- Медаль «За укрепление дружбы по оружию» 2 степени (ЧССР)
- Медаль «30 лет Народной армии» (ГДР)
- Орден Красного Знамени (СССР)
- Орден Дружбы народов (СССР)
- Медаль «За взятие Берлина» (СССР)
- Медаль «За освобождение Варшавы» (СССР)
- Медаль За укрепление боевого содружества (СССР)
- Медаль «Двадцать лет победы в Великой Отечественной войне 1941—1945 гг.» (СССР)
- Нагрудный знак «25 лет победы в Великой Отечественной войне» (СССР)
- Медаль «Тридцать лет Победы в Великой Отечественной войне 1941—1945 гг.»(СССР)
- Медаль «Сорок лет Победы в Великой Отечественной войне 1941—1945 гг.» (СССР)
- Медаль «60 лет Вооружённых Сил СССР» (СССР)